# Herdern TG
| TG ist das Kürzel für den Kanton Thurgau in der Schweiz. Es wird verwendet, um Verwechslungen mit anderen Einträgen des Namens Herdern zu vermeiden. |

Herdern ist eine politische Gemeinde und eine Ortschaft im Bezirk Frauenfeld des Schweizer Kantons Thurgau. Die seit 1998 bestehende politische Gemeinde umfasst die ehemalige Munizipalgemeinde Herdern mit ihren ehemaligen Ortsgemeinden Herdern und Lanzenneunforn.

## Geographie
Herdern liegt auf dem Seerücken zwischen Frauenfeld und dem Untersee. Die Gemeinde besteht aus den beiden Dörfern Lanzenneunforn und Herdern sowie den Weilern Wilen, Ammenhausen, Kugelshofen und Liebenfels.

## Geschichte

Herdern im Jahr 1970

In der Nähe der Römerstrasse zwischen Ad fines (Pfyn) und Tasgetium (Eschenz) gelegen, war der Ort schon in den ersten Jahrhunderten nach Christi Geburt besiedelt, wie Ausgrabungen zeigten. Erstmals urkundlich erwähnt ist 1094 ein Erinfrid von Harderin. Die Gerichtsherrschaft stand damals unter der Äbtestadt Wil.
Nachdem Herdern zur Herrschaft der Kartause Ittingen gehört hatte, wurde 1501 das Niedergericht Herdern mit der Burg Herdern (auch Barbenstein genannt), die bis 1403 Stammsitz der Familie Bettler gewesen war, zur Herrschaft Herdern vereint. Nach der baulichen Erweiterung um 1601 kamen Schloss und Herrschaft 1683 an das Luzerner Kloster St. Urban, das bis 1798 das Niedergericht Herdern von einem im Schloss wohnhaften Statthalter verwalten liess. Das Schloss gehörte bis 1848 dem Kloster St. Urban und wurde nach einigen Besitzerwechseln vom Verein Arbeiterkolonien Herdern erworben. 1895 eröffnete der Verein im Schloss die Arbeiterkolonie Herdern für arbeitslose und strafentlassene Männer sowie für sogenannte Vaganten. Seit 1995 ist im Schloss Herdern ein Heim für Personen mit psychischen und sozialen Problemen untergebracht. Im Jahr 2003 zählte es 75 Bewohner. Auf dem angegliederten Gutsbetrieb wurde jahrzehntelang konventionelle Landwirtschaft betrieben, was sich jetzt (Stand: März 2022) mit der Erprobung einer regenerativen Landwirtschaft ändern soll.
Die Pfarrei Herdern war eng mit der Herrschaft verbunden. 1331 gelangte der Kirchensatz an das Kloster Kalchrain. Da der Gerichtsherr von Herdern 1529 nach der Reformation beim alten Glauben blieb, setzte Kalchrain 1533 wieder einen Priester ein. Fortan blieb die Pfarrei katholisch.
Im 19. Jahrhundert wurden in Herdern neben Acker-, Wein- und Obstbau eine Kunstwollfabrik und eine Leimsiederei betrieben und Braunkohle abgebaut. Gegen Ende des 19. Jahrhunderts kamen Vieh- und Milchwirtschaft auf. Um 1900 bestand in Herdern eine Stickerei. Das Schloss und die in jüngerer Zeit entstandenen Einfamilienhäuser prägen heute die ländliche Wohngemeinde.
Aus dem Weiler Ammenhausen dürfte der in Stein am Rhein lebende Mönch Konrad von Ammenhausen stammen, der im 14. Jahrhundert das Schachzabelbuch in alemannisches Mittelhochdeutsch übertrug.
→ siehe auch Abschnitt Geschichte im Artikel Lanzenneunforn

## Wappen

### Ortsgemeinde Herdern
Blasonierung: In Blau mit weissem Pfahl, belegt mit gefugtem blauen Schlossturm.
Dem Wappen der ehemaligen Gerichtsherrschaft Herdern wurde der Schlossturm beigefügt.

### Politische Gemeinde Herdern
Blasonierung: Gespalten von Blau mit weissem Pfahl, belegt mit gefugtem blauen Schlossturm mit Zwiebeldach und von Rot mit weissem Flügel (Adlerflug).
Zunächst führte die politische Gemeinde Herdern anstelle eines Wappens ein Logo.
Der Gemeinderat hat 2012 selbst ein Wappen entworfen, das die Wappen von Herdern und Lanzenneunforn vereint.
Das neue Wappen verstösst gegen die heraldische Farbregel.
Die Gemeinde legte damals Wert auf die Feststellung, dass im Alltag das Logo oder die beiden Wappen der ehemaligen Ortsgemeinden verwendet werden.

### Historische Wappen
Wappen der Betler von Herderen, Zürcher Wappenrolle, ca. 1340

## Bevölkerung
| Hier fehlt eine Grafik, die leider im Moment aus technischen Gründen nicht angezeigt werden kann. Wir arbeiten daran! |

|                           | 1850  | 1900  | 1950  | 1960  | 1990  | 2000   | 2010   | 2018   | 2023   |
| ------------------------- | ----- | ----- | ----- | ----- | ----- | ------ | ------ | ------ | ------ |
| Politische Gemeinde       |       |       |       |       |       | 955    | 947    | 1077   | 1150   |
| Munizipalgemeinde Herdern | 735   | 741   | 785   | 730   | 852   |        |        |        |        |
| Ortsgemeinde              | 336   | 447   | 424   | 371   | 496   |        |        |        |        |
| Quelle                    | [ 7 ] | [ 7 ] | [ 7 ] | [ 7 ] | [ 7 ] | [ 13 ] | [ 13 ] | [ 13 ] | [ 14 ] |

Von den insgesamt 1150 Einwohnern der Gemeinde Herdern am 31. Dezember 2023 waren 160 bzw. 13,9 % ausländische Staatsbürger. 375 (32,6 %) waren evangelisch-reformiert und 300 (26,1 %) römisch-katholisch. Die Ortschaft Herdern zählte zu diesem Zeitpunkt 672 Bewohner.

## Wirtschaft
Im Jahr 2016 bot Herdern 206 Personen Arbeit (umgerechnet auf Vollzeitstellen). Davon waren 26,9 % in der Land- und Forstwirtschaft, 9,6 % in Industrie, Gewerbe und Bau sowie 63,6 % im Dienstleistungssektor tätig.

## Sehenswürdigkeiten
Das Schloss Liebenfels in Lanzenneunforn stammt aus dem 13. Jahrhundert und ist heute in Privatbesitz. Liebenfels ist im Inventar der schützenswerten Ortsbilder der Schweiz aufgeführt.
Der Bau des Schlosses Herdern, ursprünglich ein Wehrturm, geht auf das 11. oder 12. Jahrhundert zurück. Seit 1895 ist darin eine Einrichtung für Personen mit psychischen und sozialen Problemen untergebracht.

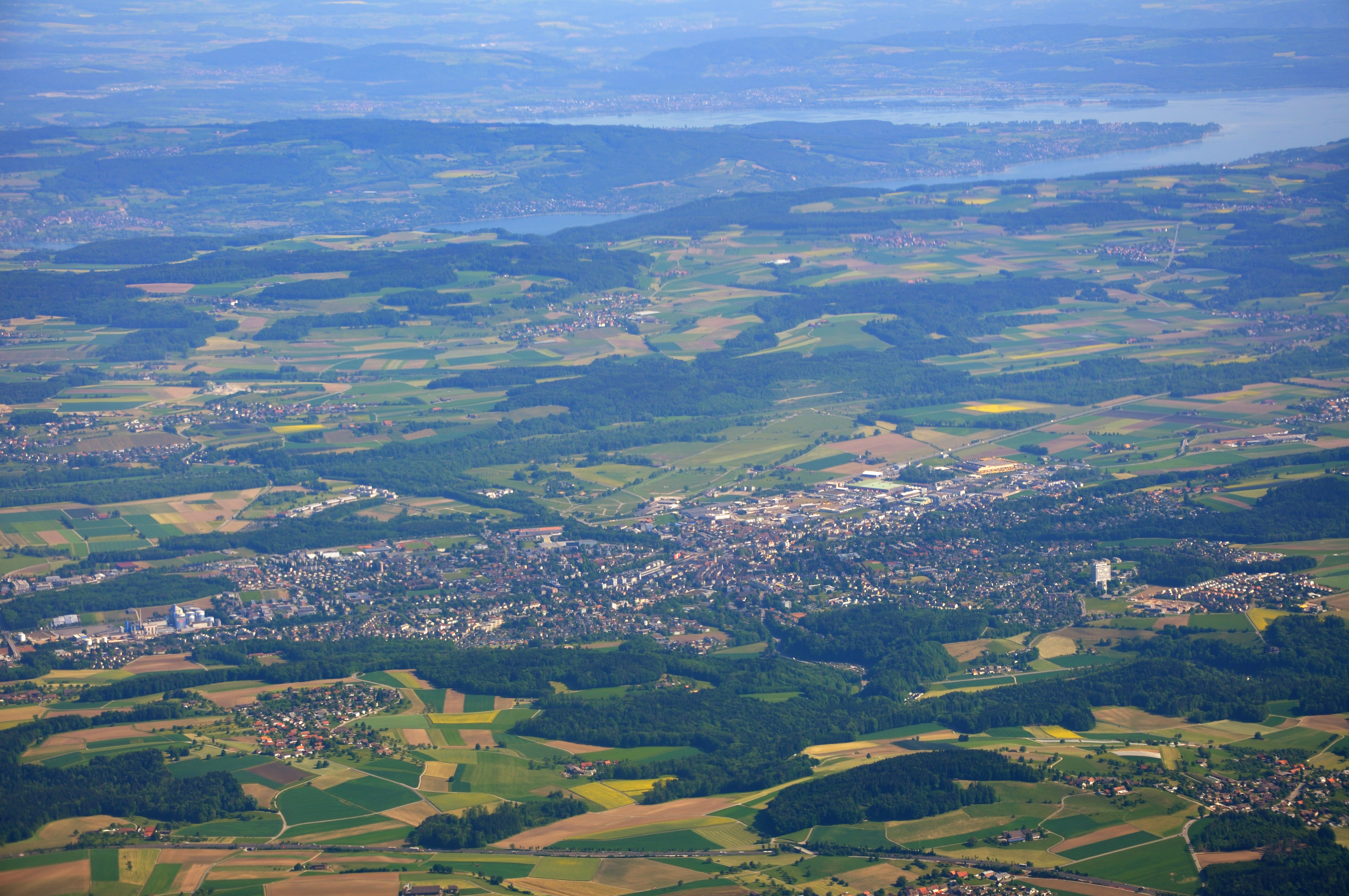
Luftbild, 9. Mai 2011
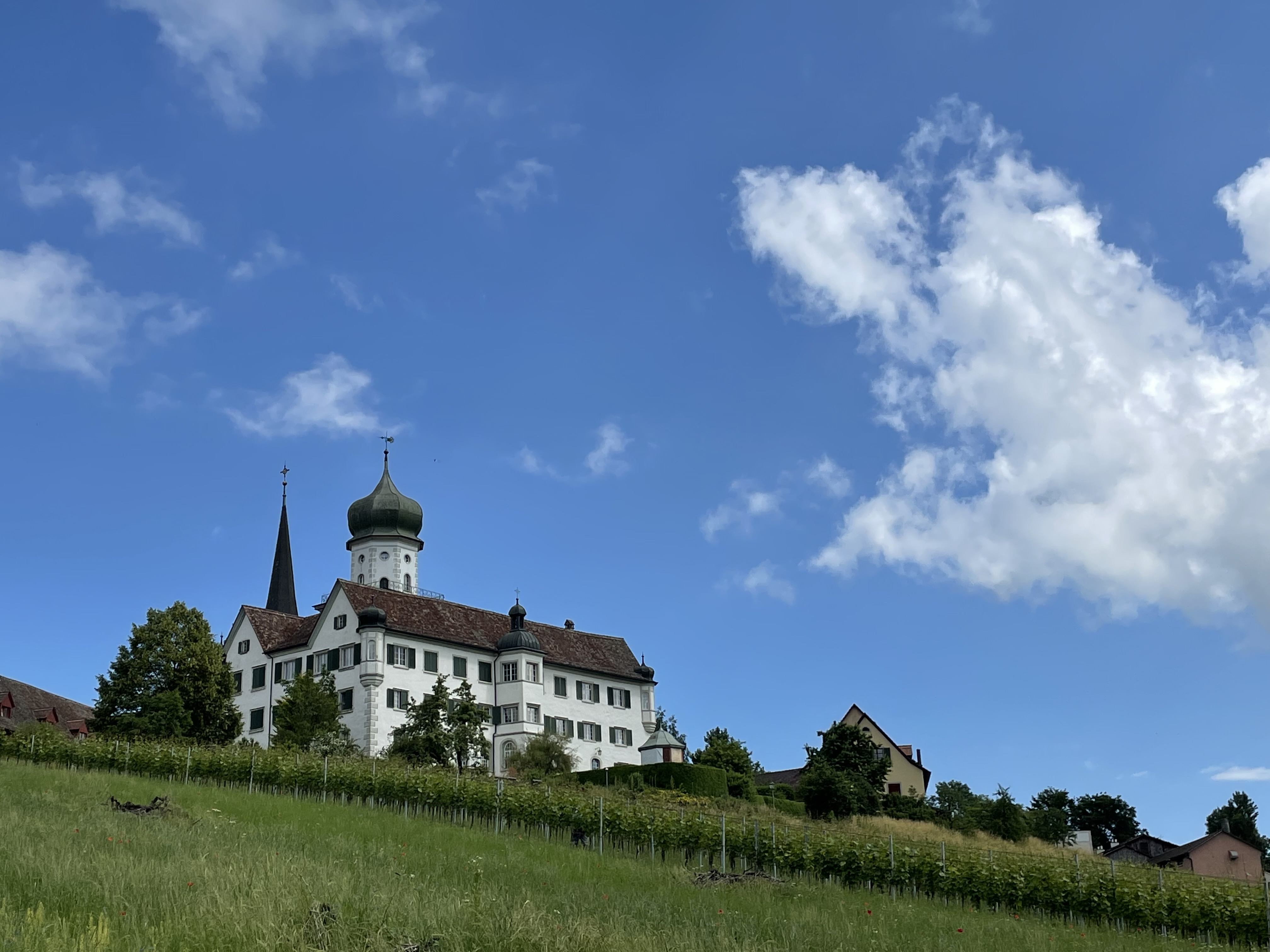
Schloss Herdern
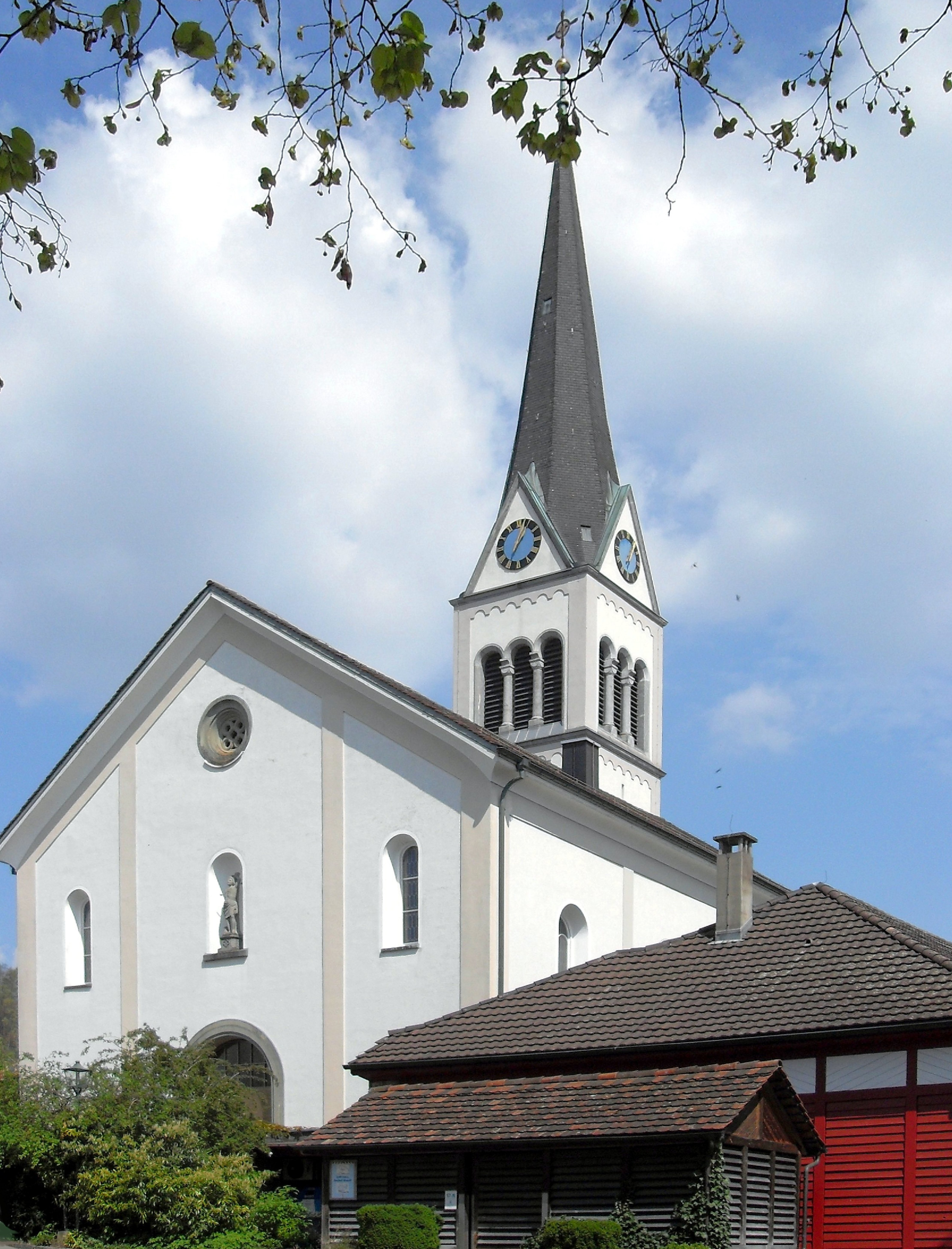
Kirche St. Sebastian
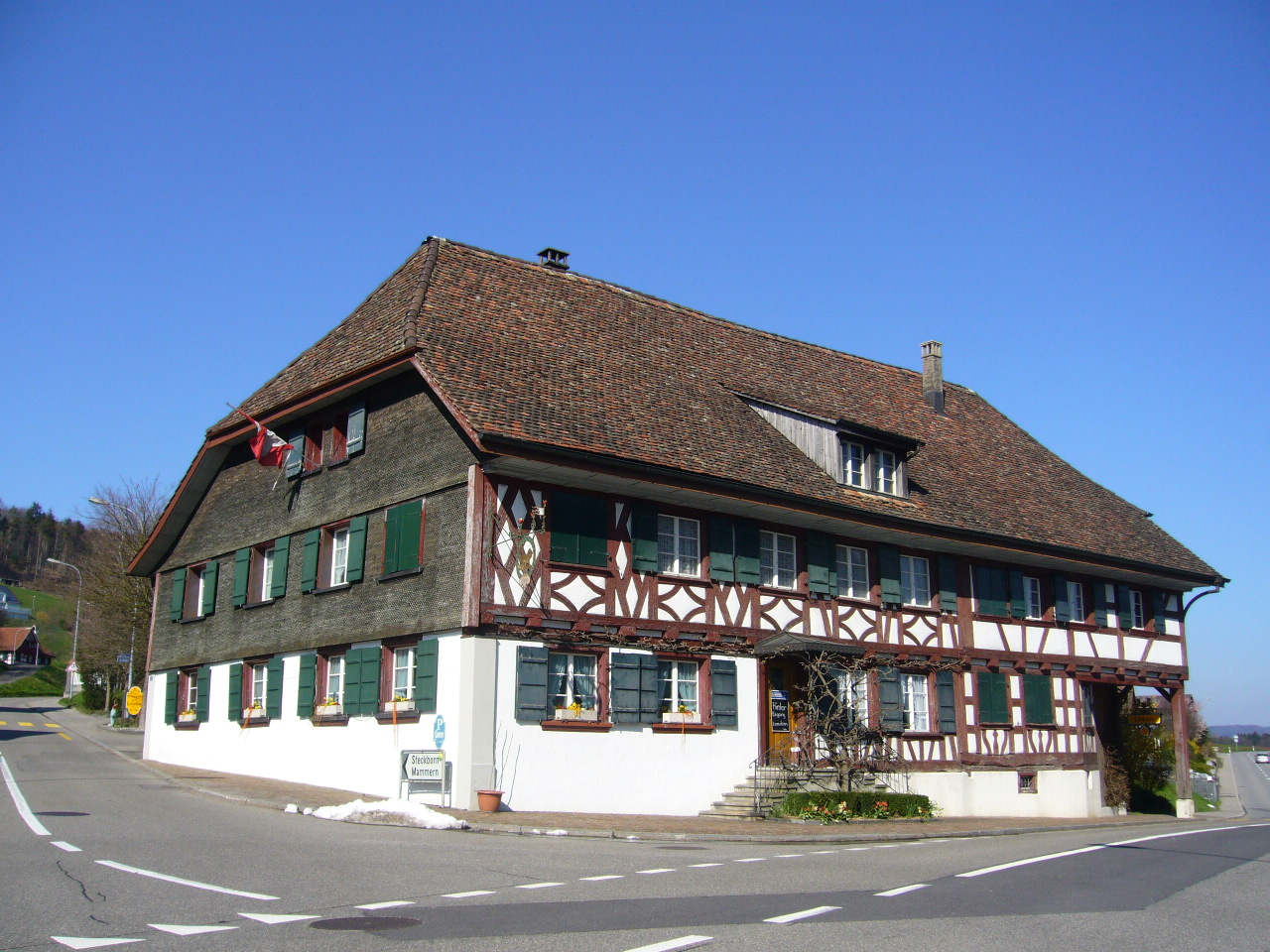
Gasthaus Löwen gegenüber der Kirche

→ siehe auch Abschnitt Sehenswürdigkeiten im Artikel Lanzenneunforn